# Panicum stagnatile
Panicum stagnatile är en gräsart som beskrevs av Albert Spear Hitchcock och Mary Agnes Chase. Panicum stagnatile ingår i släktet vipphirser, och familjen gräs. Inga underarter finns listade i Catalogue of Life.